# ولیکه کومپولیه
ولیکه کومپولیه (اسلوونیایی: Velike Kompolje) یک زیستگاه انسانی در اسلوونی است که در Ivančna Gorica Municipality واقع شده‌است.

## خصوصیات
ولیکه کومپولیه ۰٫۸۲ کیلومترمربع مساحت و ۴۰ نفر جمعیت دارد و ۳۱۶٫۷ متر بالاتر از سطح دریا واقع شده‌است.